# Sing You Sinners (canção)
Sing You Sinners é uma canção de jazz com música de W. Franke Harling e letra de Sam Coslow .  Foi composta em 1930 para o filme Honey, estrelado por Nancy Carroll, e é apresentada durante uma grande cena musical por Lillian Roth, Tess Gardella, e Mitzi Green. O musical "Sing You Sinners", de 1938, estrelado por Bing Crosby, da Paramount, também incluiu a música nos créditos do título.

## História
De acordo com a IMDb, um dia, o letrista Sam Coslow foi a um avivamento religioso com seus amigos, dando-lhe a ideia de compor a música com W. Franke Harling.

## Cultura popular
- O curta animado "Swing You Sinners!" (1930), da série Talkartoons, de Max Fleischer, é inteiramente baseado na versão modificada e com novas letras desta música.
- A música foi usada no filme "I'll Cry Tomorrow", de 1955, quando foi interpretada e coreografada por Susan Hayward, junto com um grande elenco de apoio. Também aparece durante uma medley por Hayward (cantando) e Eddie Albert (no piano).